# Pontes Gestal (kommun)
Pontes Gestal är en kommun i Brasilien.   Den ligger i delstaten São Paulo, i den södra delen av landet, 500 km söder om huvudstaden Brasília. Antalet invånare är 2 523.
Följande samhällen finns i Pontes Gestal:
- Pontes Gestal

Omgivningarna runt Pontes Gestal är en mosaik av jordbruksmark och naturlig växtlighet. Runt Pontes Gestal är det ganska glesbefolkat, med 21 invånare per kvadratkilometer.